# Brunnenhaus (Warmensteinach)
Brunnenhaus ist ein Gemeindeteil der Gemeinde Warmensteinach im Landkreis Bayreuth (Oberfranken, Bayern). Brunnenhaus liegt in der Gemarkung Warmensteinach.

## Geografie
Die Einöde liegt im tief eingeschnittenen Tal der Warmen Steinach und ist allseits vom Sophienthaler Forst umgeben. Die Staatsstraße 2181 führt die Warme Steinach entlang nach Neuwerk (0,4 km südlich) bzw. nach Warmensteinach (2,3 km nördlich).

## Geschichte
1660 bestand in der Nähe eine Heilquelle, auch Wunderbrunnen oder Sophienquelle genannt, die bis Ende des 18. Jahrhunderts von vielen Kranken aufgesucht wurde. Es wurden auch Gottesdienste abgehalten, 1728 wurde auch ein Gasthaus errichtet.
Brunnenhaus gehörte zur Realgemeinde Weidenberg. Gegen Ende des 18. Jahrhunderts bestand Brunnenhaus aus einem Anwesen. Die Hochgerichtsbarkeit stand dem bayreuthischen Stadtvogteiamt Bayreuth zu. Grundherr des Hauses mit Zapfenschenkgerechtigkeit war das Amt Weidenberg.
Von 1797 bis 1810 unterstand der Ort dem Justiz- und Kammeramt Neustadt am Kulm. Mit dem Gemeindeedikt wurde Brunnenhaus dem 1812 gebildeten Steuerdistrikt Warmensteinach und der zugleich gebildeten Ruralgemeinde Warmensteinach zugewiesen. 1820 wurde das Gasthaus zur Glasschleiferei umgebaut, die später als Kautschuk- und Kunststoffwerk genutzt wurde.

### Einwohnerentwicklung
| Jahr      | 001818 | 001861 | 001871 | 001885 | 001900 | 001925 | 001950 | 001961 | 001970 | 001987 |
| Einwohner | *      | 14     | 21     | 24     | 25     | 10     | 4      | 4      | 3      | 0      |
| Häuser    | *      |        |        | 1      | 2      | 1      | 1      | 1      |        | 1      |
| Quelle    | [ 7 ]  | [ 10 ] | [ 11 ] | [ 12 ] | [ 13 ] | [ 14 ] | [ 15 ] | [ 16 ] | [ 17 ] | [ 1 ]  |

## Religion
Brunnenhaus ist evangelisch-lutherisch geprägt und war ursprünglich nach St. Michael (Weidenberg) gepfarrt. Seit Mitte des 20. Jahrhunderts ist die Pfarrei Zur Heiligen Dreifaltigkeit (Warmensteinach) zuständig.